# Mittlere absolute Abweichung
Die mittlere absolute Abweichung (englisch average absolute deviation oder mean/median absolute deviation, kurz MAD) ist ein robustes Streuungsmaß in der deskriptiven Statistik und gibt an, wie stark eine Stichprobe um einen Mittelwert streut. Der Mittelwert kann dabei das arithmetisches Mittel oder der Median sein. Im Gegensatz zur empirischen Varianz wird bei der mittleren absoluten Abweichung der Abstand zum betrachteten Mittelwert nicht quadratisch gewichtet, sondern nur dem Betrage nach. Große Abweichungen vom Mittelwert fallen daher nicht so stark ins Gewicht.

## Mittlere absolute Abweichung vom arithmetischen Mittel

### Definition
Für eine Stichprobe {\displaystyle x_{1},x_{2},\dots ,x_{n}} mit dem arithmetische Mittel {\displaystyle {\overline {x}}} ist die mittlere absolute Abweichung vom arithmetischen Mittel (englisch mean absolute deviation around the mean) definiert als
{\displaystyle d_{\overline {x}}(x)={\frac {1}{n}}\sum _{i=1}^{n}|x_{i}-{\overline {x}}|}.

### Beispiel
Für die Stichprobe {\displaystyle 10,9,15,13,16} beträgt das arithmetische Mittel
{\displaystyle {\overline {x}}={\frac {1}{5}}(10+9+15+13+16)={\frac {63}{5}}=12{,}6}.
Damit ergibt sich die mittlere absolute Abweichung als
{\displaystyle {\begin{aligned}d_{\overline {x}}&={\frac {1}{5}}\left(|10-12{,}6|+|9-12{,}6|+|15-12{,}6|+|13-12{,}6|+|16-12{,}6|\right)\\&={\frac {1}{5}}\left(|-2{,}6|+|-3{,}6|+|2{,}4|+|0{,}4|+|3{,}4|\right)\\&={\frac {1}{5}}\left(2{,}6+3{,}6+2{,}4+0{,}4+3{,}4\right)\\&=2{,}48.\end{aligned}}}

## Mittlere absolute Abweichung vom Median

### Definition
Für eine Stichprobe {\displaystyle x_{1},x_{2},\dots ,x_{n}}mit Median {\displaystyle {\tilde {x}}} gibt es zwei Definitionen für die mittlere absolute Abweichung vom Median:
- Entweder ist sie definiert als arithmetisches Mittel der absoluten Abweichungen vom Median (englisch mean absolute deviation around the median):[4][5][6]

{\displaystyle {\tilde {d}}_{0{,}5}={\frac {1}{n}}\sum _{i=1}^{n}|x_{i}-{\tilde {x}}|}
- oder als Median der absoluten Abweichungen vom Median (auch: Median-Abweichung, englisch median absolute deviation around the median):[7][8]

{\displaystyle {\tilde {d}}_{Med}={\text{median}}(|x_{i}-{\tilde {x}}|)}.

### Beispiel
Für die Stichprobe {\displaystyle 10,9,15,13,16} vom obigen Beispiel beträgt der Median {\displaystyle {\tilde {x}}=13}.
Daraus folgt
{\displaystyle {\begin{aligned}{\tilde {d}}_{0{,}5}&={\frac {1}{5}}\left(|10-13|+|9-13|+|13-13|+|15-13|+|16-13|\right)\\&={\frac {1}{5}}\left(|-3|+|-4|+0+|2|+|3|\right)\\&={\frac {1}{5}}(3+4+2+3)\\&=2{,}4.\end{aligned}}}
{\displaystyle {\begin{aligned}{\tilde {d}}_{\text{Med}}&={\text{median}}\left(|10-13|,|9-13|,|13-13|,|15-13|,|16-13|\right)\\&={\text{median}}\left(3,4,0,2,3\right)\\&=3.\end{aligned}}}
Insbesondere unterscheiden sich die beiden Werte für die mittlere absolute Abweichung vom Median beinahe immer von der mittleren absoluten Abweichung vom arithmetischen Mittel.

## Eigenschaften
Betrachtet man die mittlere absolute Abweichung von einem beliebigen Wert {\displaystyle m}, also
{\displaystyle A(m)={\frac {1}{n}}\sum _{i=1}^{n}|x_{i}-m|},
so ist {\displaystyle A(m)} minimal, wenn {\displaystyle m} der Median ist. Ein analoges Resultat gilt auch für die mittlere quadratische Abweichung von einem Wert {\displaystyle m}: sie wird genau dann minimal, wenn {\displaystyle m} das arithmetische Mittel ist. In diesem Sinne ist die mittlere absolute Abweichung ein natürliches Streumaß um den Median, ebenso wie die mittlere quadratische Abweichung ein natürliches Streumaß um das arithmetische Mittel ist.
Die mittlere absolute Abweichung vom Median ist ein robustes Streuungsmaß, es ist also deutlich unempfindlicher gegenüber Ausreißern als etwa die Standardabweichung. Dies liegt an der Verwendung des robusten Medians. Besonders relevant ist dies, wenn eine Regel für das Entfernen von Ausreißern aus einem Datensatz gefunden werden soll: Das übliche Verfahren, alle Werte, die mehr als drei Standardabweichungen vom arithmetischen Mittel entfernt sind, zu streichen, ist insofern problematisch, als dass Standardabweichung und Mittel selbst durch Ausreißer verzerrt sein könnten. Ein deutlich unempfindlicheres Verfahren wäre, alle Werte zu streichen, die mehr als das k-fache der Median-Abweichung vom Median abweichen, wobei k ein von der Wahrscheinlichkeitsverteilung abhängiger Faktor ist.